# 오노 신기
오노 신기(일본어: 小野 信義, 1974년 4월 9일 ~ )는 일본의 전 축구 선수이다.

## 구단 경력
과거 베르디 가와사키, 덴소, 감바 오사카, 요코하마 FC, 뉴웨이브 기타큐슈에서 활동하였다.